# ماري براكيوموند
ماري براكيوموند (1 كانون الأول 1840 – 17 كانون الثاني 1916) كانت فنانة فرنسية الانطباعية، فوصفها هنري فوكيلون  واعتبارها واحدة من «السيدات الثلاث الكبار في فرنسا»، وإلى جانبها كان هناك العديد من الشخصيات التي ترسم بنفس الانطباع ومنهم  بيرت موريسو وماري كاسات. كانت ماري زوجة الرسام فيليكس براكيوموند.

## النشأة
ولدت ماري آن كارولين كيوفورون في 1 كانون الأول 1840   في ارجينتون ان لاندينفيز بالقرب من بريست، بريتاني.  لقد كان الطفلة الناتجة من زواج تعيس. والدها كابتن في البحرية، توفي بعد وقت قصير من ولادتها  ، والدتها ألين هسنث ماري باكيو تزوجت بسرعة إلى إميل انجلوا بعد وفاة زوجها، وبعد ذلك بدأوا بالتنقل بكثرة من بريتاني إلى جورا إلى سويسرا إلى ليموزان، قبل أن يستقروا في إيتمباس المتواجدة جنوب باريس.  كان لديها أخت واحدة وهي لويز ولدت في عام 1849 في حين عاشت عائلتها قرب اوسيل (جزء من كوريز في ليموزان) في الدير نوتردام دي بوناجي القديم.
بدأت تأخذ دروس في الرسم في سن المراهقة وذلك بتعليمات منم . أوغست فاسورت  (وهي رسامة كبيرة بالعمر كانت تعطي دروسا للشابات القادمات من المدينة). لقد تقدمت بشكل كبير في الرسم إلى حد أنها في عام 1857 قامت برسم لوحات لكل من أمها وأختها ومعلمتها الكبيرة وطرحت هذه اللوحات في الصالون و تم قبول طلبها. ثم تقابلت مع الرسام إنجرس الذي قدم لها النصائح   وعرّفها على اثنين من تلاميذه وهمفلاندرين و سيجنول. وكونها طالبة  في استوديو انجرس الخاص الباريسي، كتبت أن «شدة مسيو إنجرس تجعلني خائفة... لأنه يشك في الشجاعة والمثابرة التي لدى المرأة في مجال الرسم... كان يجعلنا نرسم  لوحة من الزهور أو الفواكه  أو صورة شخصية فقط لا غير.» الناقد فيليب بورتي أشار إليها بأنها «واحدة من أكثر التلاميذ ذكاءًا في  استوديو إنجرس». ثم بعدها غادرت استوديو إنجرس وبدأت بتلقي العمولة لقاء عملها، وإحدى صفقاتها كانت لمحكمة الإمبراطورة أوجيني و ذلك بلوحة سرفانتس في السجن. و هذا الأمر أفرحها لأنها بعدها طلبت من قبل الكونت دي نيويركيركي المدير العام للمتاحف الفرنسية، للقيام بعمل نسخ مهمة  للوحات في متحف اللوفر.

## الأسرة
عندما كانت ماري في متحف اللوفر شوهدت من قبل فيليكس براكيوموند، الذي سرعان ما وقع في حبها. وعندما شعر صديقه الناقد أوجين مونتروسير بالأمر، قام بترتيب موعد لهما ليتعارفوا من ثم أصبحا لا ينفصلان. كانوا مخطوبين لمدة سنتين قبل الزواج في 5 أغسطس 1869   ، وذلك بالرغم من اعتراض والدتها. في عام 1870 كان لديهم مولودهم الوحيد بيير. بسبب ندرة الرعاية الطبية الجيدة خلال حرب 1870 وكومونة باريس، تدهورت الحالة الصحية لماري بعد ولادة ابنها فعاشت فترة عصيبة.  كتب ابنها فيما بعد سيرة ذاتية قصيرة اسماها ب «حياة فيليكس وماري براكيوموند» لتكون ذكرى لهما .

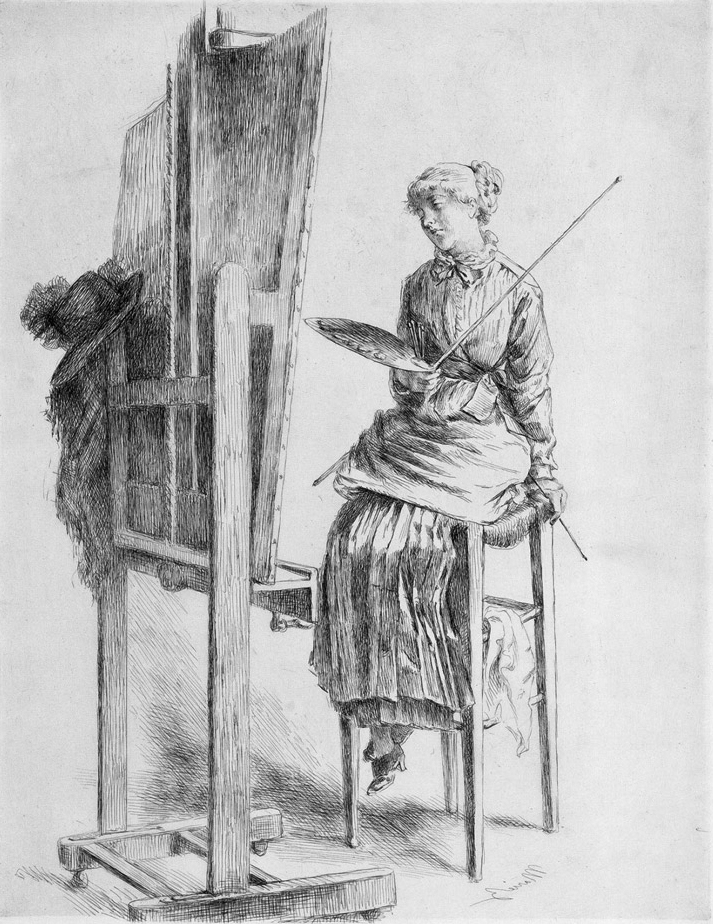
ماري Bracquemond, صورة الذات

## معرض

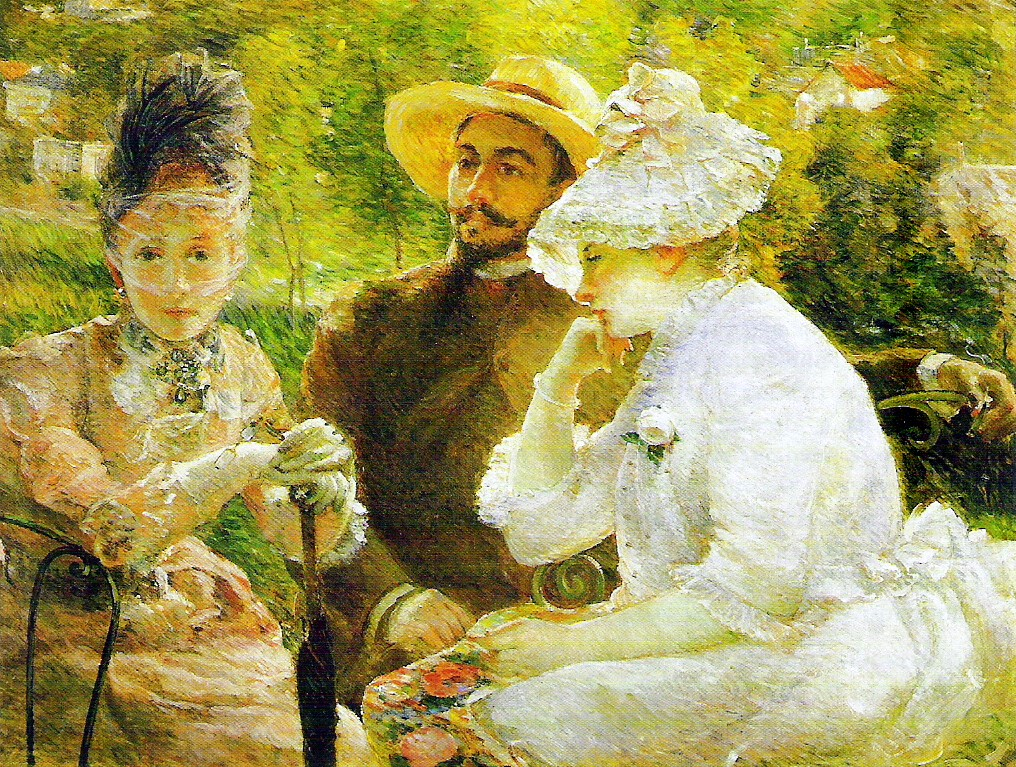
على الشرفة في سيفر, Musée du Petit Palais, جنيف, سويسرا عام 1880
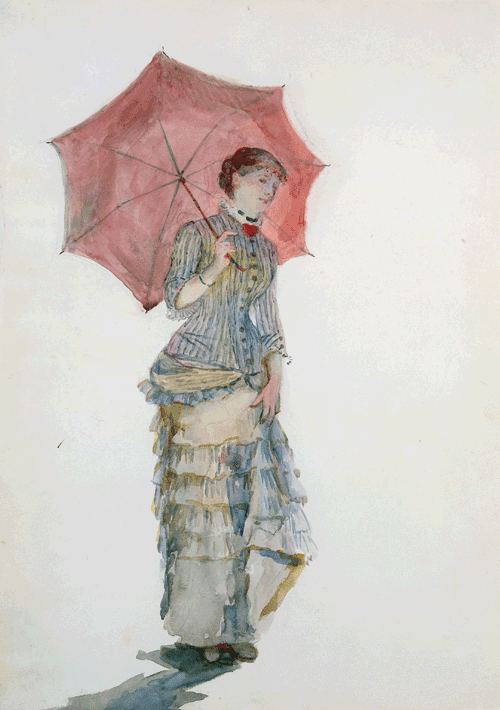
امرأة مع مظلة, مجموعة خاصة 1880
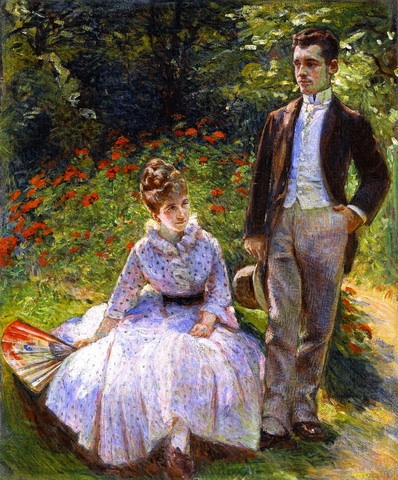
الفنان ابن أخت في الحديقة في سيفر, 1890
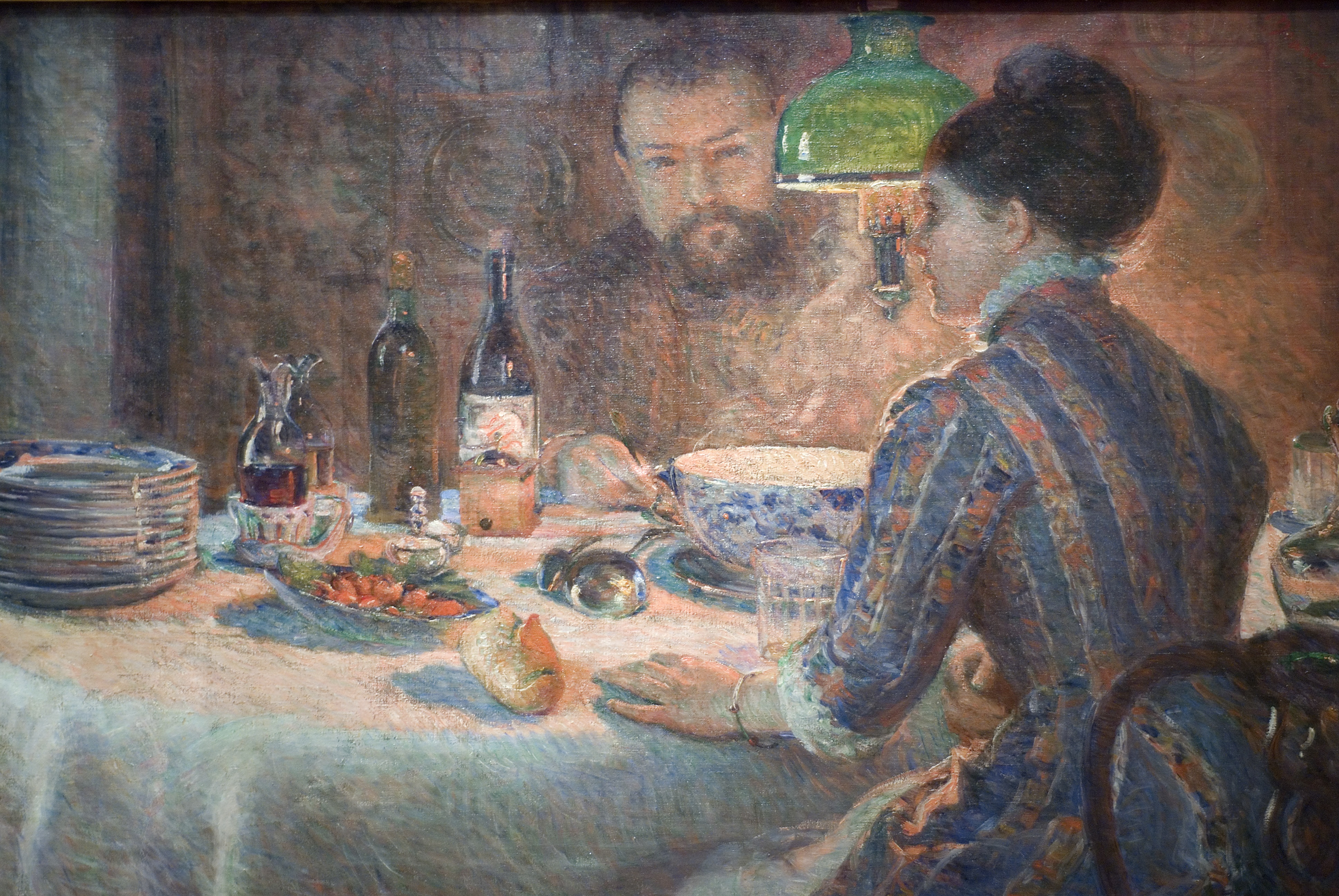
تحت المصباح ، مجموعة خاصة 1887